# Bérenger-Raimond Ier de Barcelone
Bérenger-Raimond Ier de Barcelone (né vers 1005 - mort à Barcelone le 31 mars 1035), surnommé le Courbé, est un comte de Barcelone qui porte également les titres de comte de Gérone et d'Osona.
Il reste dans la mémoire comme un homme juste, qui maintint la paix dans ses comtés et fit le voyage de Rome pour rencontrer le pape, mais aussi comme un homme un peu indécis qui, confronté à la baisse du pouvoir comtal, ne sut pas réagir assez efficacement.

## Biographie

### Jeunesse
Bérenger-Raimond naît entre 1004 et 1006. Il est le fils aîné du comte de Barcelone Raimond Borell et de son épouse, Ermessende, fille du comte de Carcassonne, Roger Ier. Il est ainsi apparenté aux plus puissantes familles du Midi du royaume de France. 
En 1016 sont conclues, à Saragosse, qui fait alors partie du puissant royaume de Pampelune, les noces de Bérenger-Raimond et de Sancie, fille du comte de Castille, Sanche Ier, vassal du roi de Pampelune, Sanche III. Le mariage est, sans doute, consommé avant 1021. 
Raimond Borell, avant de mourir, confie le pouvoir à son épouse, Ermessende, qui devient tutrice de Bérenger-Raimond Ier durant sa minorité.

### Règne

#### La régence d'Ermessende de Carcassonne
La comtesse Ermessende mène une politique ambitieuse et agressive contre les royaumes taïfas. En 1018, avec l'aide des troupes normandes de Roger Ier de Tosny, elle impose un tribut à Mujahid al-Amiri, le roi taïfa de Dénia et des Baléares. 
À la suite d'un accord avec sa mère, qui ne veut pas le laisser assumer seul le pouvoir comtal, Bérenger-Raimond accède finalement à la majorité vers 1023 avec l'aide de son épouse, Sancie. Celle-ci lui donne d'ailleurs deux fils : Raimond-Bérenger, né en 1023, et Sanche (ou Sanche-Bérenger).

#### Les conflits
Bérenger-Raimond Ier ne mène pas d'expédition majeure contre les royaumes taïfas et son règne n'est pas marqué par de nouvelles conquêtes, ce qui lui a valu d'être tenu en piètre estime par les chroniqueurs catalans tels que le rédacteur des Gesta comitum barchinonensium. Il fait cependant plusieurs conquêtes dans la région de Cervera et dans la haute vallée du Gaià. Mais il doit également faire face à plusieurs invasions, en particulier dans la région d'Argençola.

#### La consolidation du pouvoir comtal
Le comte s'occupe surtout de consolider ses possessions et la paix, alors qu'il est confronté à l'émiettement du pouvoir comtal de la mutation féodale. Pour cela, il s'entoure de bons conseillers, tels que l'abbé Oliba, promoteur de la réforme grégorienne devenu évêque de Vic en 1018. On retrouve dans son entourage la plupart des grands ecclésiastiques de son domaine, tels que l'évêque de Gérone, Pierre Roger de Carcassonne, et celui de Barcelone, Déodat. Il trouve le soutien de juristes comme le juge Pons Bofill et Gombaud de Besora, oncle de sa deuxième épouse.
En 1019, avec l'aide de l'abbé Oliba, il trouve un accord avec le comte d'Ampurias, Hugues Ier. En 1023, il passe également des accords avec le comte de Besalu, Guillaume Ier, et celui de Cerdagne, Guifred II. En 1027, il conclut un nouveau mariage avec Gisèle, fille du viguier de Balsareny, Sunifred de Lluçà. Alors qu'il rencontre des difficultés avec son cousin Armengol II, le comte d'Urgell, depuis 1018, il obtient sa soumission et la reconnaissance de sa suzeraineté en 1028. Bérenger-Raimond entretient aussi de bonnes relations avec son ancien beau-frère, le roi de Pampelune Sanche III. Il se rend à Pampelune en 1027 et en 1028 et, peut-être, à Saint-Jean de la Peña en 1030. 
Le comte s'occupe surtout du développement de ses terres. En 1025, il garantit aux habitants de Barcelone et à tous les possesseurs d'alleux la libre propriété de leurs terres, et surtout les relève de toute autre juridiction que la sienne. Il renforce ainsi son autorité au détriment des seigneurs locaux. Il soutient les marchands catalans et ordonne la frappe de nouveaux deniers d'argent et de billons blancs. Il confie aussi à l'orfèvre Bonhom la frappe de mancus d'or : on assiste à la reprise de la frappe de monnaies d'or pour la première fois dans la région, alors que l'Europe occidentale l'avait abandonné au profit exclusif de monnaies d'argent. 
Bérenger-Raimond soutient aussi la diffusion de la réforme grégorienne, avec l'appui de l'abbé Oliba. Le 29 juin 1022, il reconnaît les droits de l'abbaye de Ripoll sur la montagne de Montserrat, où est établi un monastère en 1025. Vers la fin de 1032, Bérenger-Raimond se rend à Rome, où il rencontre Benoît IX, afin de poursuivre la politique de son père Borell d'alliance avec les papes.

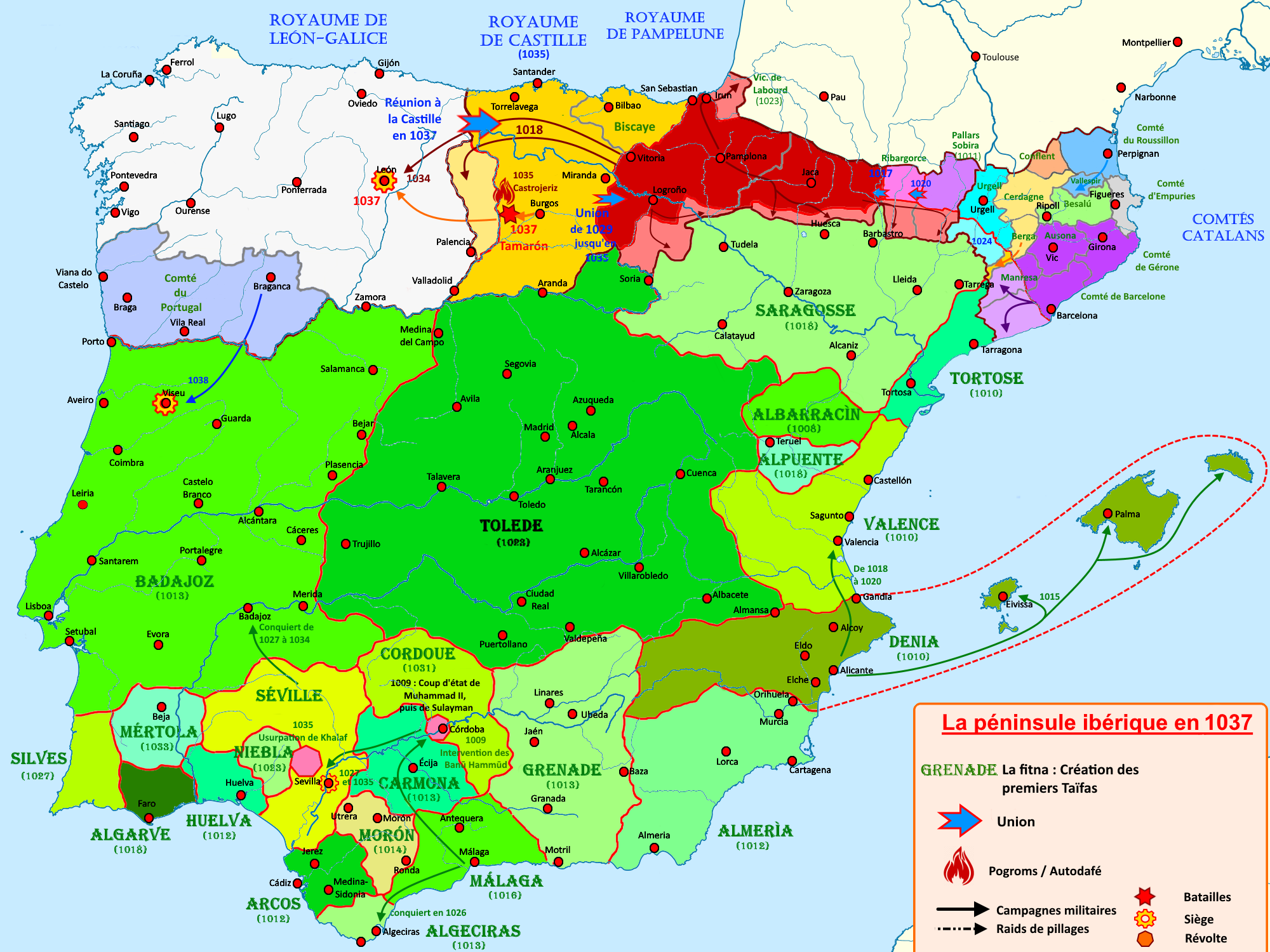
Le comté de Barcelone de 1002 à 1037.

### Décès
Bérenger-Raimond meurt le 31 mars 1035. Dans son testament, rédigé plus tôt, le 30 octobre 1033, il laisse à son fils aîné, Raimond-Bérenger, l'autorité sur ses frères avec le comté de Gérone et celui de Barcelone jusqu'au Llobregat, tandis que Sanche obtient les terres entre le Llobregat et la frontière avec les terres musulmanes, avec Olèrdola pour capitale. Guillaume reçoit quant à lui le comté d'Osona où il se rend avec sa mère, Gisèle. Enfin, il donne à sa mère, Ermessende, le rôle de tutrice de son fils aîné, Raimond-Bérenger, et de régente des trois comtés.

## Mariages et enfants
En 1021, Bérenger-Raimond épouse Sancie de Castille, dont le mariage avait été conclu à Saragosse en 1016. Elle était la deuxième fille du comte de Castille, Sanche Ier et de son épouse, Urraque. Ils ont ensemble plusieurs enfants : 
- Raimond-Bérenger Ier (vers 1023 - 1076), comte de Barcelone et de Gérone (1035 - 1076), d'Osona (1054 - 1076), de Carcassonne et de Razès (1068 - 1076) ;
- Sanche d'Olèrdola (? - ?), comte d'Olèrdola (1035 - 1054), puis prieur de Montserrat.

En 1027, il épouse en secondes noces Gisèle de Lluça, fille de Sunifred II viguier de Balsareny -un descendant du comte de Barcelone Guifred le Velu- et de Ermessinde de Balsareni. Ils ont trois enfants ensemble :
- Guillaume-Bérenger Ier (1028 - ?), comte d'Osona (1035 - 1054) ;
- Bernard-Bérenger de Barcelone (? - ?) ;
- Sibylle (1035 - 1074), mariée vers 1056 à Henri de Bourgogne, fils du duc de Bourgogne Robert Ier.